# Heinrich Müller-Breslau

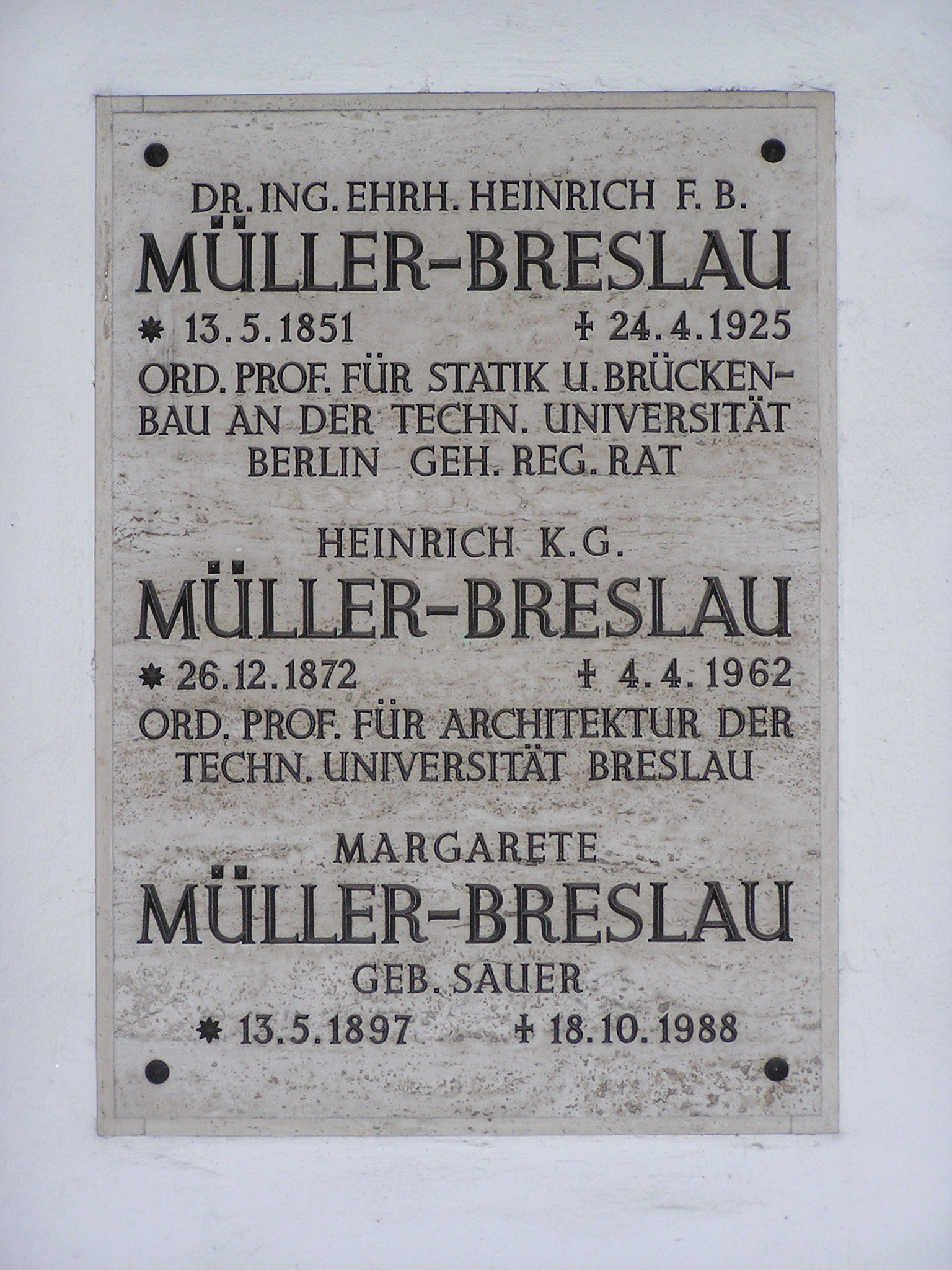
Gravplatta

Heinrich Franz Bernhard Müller-Breslau, född 13 maj 1851 i Breslau, död 24 april 1925 i Berlin, var en tysk ingenjör, professor.
Müller-Breslau var 1875-83 civilingenjör i Berlin samt blev professor vid tekniska högskolan 1883 i Hannover och 1888 i Berlin. Han hade en banbrytande betydelse på grafostatikens område om lämnade i sitt huvudarbete, Die graphische Statik der Baukonstruktionen (1881; band I, fjärde upplagan 1905; band 2, tredje upplagan 1901), en synnerligen uttömmande framställning i ämnet. Han skrev vidare bland annat ett par betydande arbeten om järnbrokonstruktioner (1880 och 1903), Die neueren Methoden der Festigkeitslehre (1886; tredje upplagan 1904) samt åtskilliga mycket värdefulla uppsatser i tidskrifter (särskilt i "Zeitschrift für Bauwesen"). Han blev ledamot av svenska Vetenskapsakademien 1908.